# Action de Carême
 (janvier 2011).
Si vous disposez d'ouvrages ou d'articles de référence ou si vous connaissez des sites web de qualité traitant du thème abordé ici, merci de compléter l'article en donnant les références utiles à sa vérifiabilité et en les liant à la section « Notes et références ».
Action de Carême, appelée en allemand Fastenopfer est une œuvre d’entraide catholique suisse dont le siège est à Lucerne et dont le slogan est « Nous partageons ». 

## Histoire
L'association est fondée en 1961 à Lucerne et collabore ensuite avec Pain pour le prochain (PPP), une organisation similaire des Églises réformées, pour mener, chaque année durant le temps de Carême, une campagne œcuménique qui a pour but de sensibiliser la population à la solidarité Nord-Sud et de récolter des dons pour financer des projets d’entraide.

## Organisation et mission
Action de Carême est une fondation à but non lucratif dirigée par un Conseil de fondation et administrée par un directeur. Le président du Conseil de fondation est membre de la Conférence des évêques suisses. 
Le bureau central d’Action de Carême siège à Lucerne. Deux bureaux régionaux se situent à Lausanne et à Lugano. 
La mission de l'organisation est double : sensibilisation en Suisse d'une part et gestion de projets au Sud d'autre part.

## Relations avec d'autres organisations
Action de Carême a joué un rôle dans la fondation de plusieurs organismes d’information et de sensibilisation dont elle est toujours membre, tels que l'agence d'information Infosud, le réseau Artlink, le service œcuménique Films pour un seul monde, le Festival international de films de Fribourg, ou encore l'Association romande des Magasins du Monde ou la branche suisse de l'association Max Havelaar en faveur du commerce équitable[réf. nécessaire]. 
Enfin, Action de Carême est membre de plusieurs associations politiques de pour la promotion de politiques de développement responsables et solidaires.